# Magnus Tull
Nils Magnus Tull, född 26 april 1901 i Stockholm, död där 17 augusti 1975, var en svensk målare.
Han var son till skeppsredaren Nils Petter Tull och Ameli Holmstedt (Amelie Johanna Olsson Tull) samt gift första gången 1930 med Léa Stahl, andra gången 1941 med Stina Sylvan (1905–1989).
Tull arbetade 1916–1922 som militär och var under större delen av andra världskriget reservofficer. Som konstnär var han autodidakt och bedrev studier i naturen och i konstnärskamraternas ateljéer. Tillsammans med Gunnar Nordström ställde han ut i Falköping 1949 och han medverkade i ett antal grupputställningar bland annat i Sunne och Uddevalla. Hans konst består av landskapsmotiv.
Tull är gravsatt på Katolska kyrkogården i Stockholm.